# Алексеев, Александр Алексеевич (Герой Советского Союза)
Алекса́ндр Алексе́евич Алексе́ев (12 июня 1923 года — 22 сентября 1989) — советский офицер-артиллерист, участник Великой Отечественной и советско-японской войн, Герой Советского Союза (24.03.1945), полковник (1967).

## Биография
Родился 12 июня 1923 года в Москве. В 1941 году окончил 10 классов школы.
В РККА с июня 1941 года. В апреле 1942 года окончил Московское артиллерийское училище, находящееся в эвакуации в городе Миасс Челябинской области.

### В годы Великой Отечественной войны
Участник Великой Отечественной войны: в мае 1942 — мае 1943 — командир взвода управления батареи 255-го отдельного гвардейского миномётного дивизиона 41-го гвардейского миномётного полка, в мае-октябре 1943 — командир группы старшин 6-го запасного артиллерийского полка. Воевал на Карельском фронте. Участвовал в обороне Заполярья.
В октябре-декабре 1943 — начальник разведки 375-го гвардейского миномётного дивизиона 90-го гвардейского миномётного полка. Воевал на 2-м Прибалтийском фронте. Участвовал в боях на витебско-полоцком направлении. 22 декабря 1943 года был ранен в поясницу и до февраля 1944 года находился в госпитале в деревне Заключье (Бологовский район Тверской области).
В марте 1944 — мае 1945 — начальник разведки 2-го дивизиона и командир батареи 26-го гвардейского миномётного полка. Воевал на 1-м и 2-м Прибалтийских, Ленинградском фронтах. Участвовал в Витебско-Оршанской, Полоцкой, Шяуляйской, Рижской и Мемельской операциях, блокаде курляндской группировки противника.

### Подвиг
Гвардии лейтенант А. А. Алексеев особо отличился в ходе Белорусской операции в июне-июле 1944 года. 25 июня 1944 года на самодельном плоту переправился через реку Западная Двина у деревни Церковище (Бешенковичский район Витебской области, Белоруссия), проник в расположение противника, обнаружил две артиллерийские батареи и по радиостанции передал их координаты в свой дивизион. Вражеские батареи были подавлены, а передовые подразделения 23-го гвардейского стрелкового корпуса и 1-го танкового корпуса форсировали реку и захватили плацдарм.
9 июля 1944 года в районе посёлка Видзы (Браславский район Витебской области, Белоруссия) передовые части 89-й танковой бригады 1-го танкового корпуса встретили сильное огневое сопротивление противника. А. А. Алексеев с двумя разведчиками выдвинулся вперёд, обнаружил скопление танков и пехоты, вызвал огонь дивизиона и сорвал готовившуюся контратаку противника.
30 июля 1944 года на окраине города Митава (ныне Елгава, Латвия) противник развернул на прямую наводку свои артиллерийские и зенитные орудия против атакующих советских танков 3-го гвардейского мотострелкового корпуса. А. А. Алексеев под пулемётным огнём занял позицию на наблюдательном пункте и корректировал огонь дивизиона. После того как были подавлены одна зенитная и две артиллерийские батареи противника, танковые части 3-го гвардейского мотострелкового корпуса овладели западной частью города.
«За мужество и героизм, проявленные в боях с немецко-фашистскими захватчиками», Указом Президиума Верховного Совета СССР от 24 марта 1945 года гвардии лейтенанту Алексееву Александру Алексеевичу присвоено звание Героя Советского Союза с вручением ордена Ленина и медали «Золотая Звезда».

### Дальнейшая жизнь
Участник советско-японской войны 1945 года в должности командира батареи 26-го гвардейского миномётного полка (1-й Дальневосточный фронт). Участвовал в Харбино-Гиринской операции.
После войны продолжал службу командиром батареи гвардейского миномётного полка (в Приморском военном округе). С декабря 1945 года старший лейтенант А. А. Алексеев — в запасе.
С сентября 1946 года обучался на экономическом факультете Московского государственного университета, который окончил в 1950 году. Одновременно с учёбой с 1947 года работал старшим инженером и начальником планового отдела Министерства жилищно-гражданского строительства РСФСР.
В 1950—1953 годах — старший инженер-экономист планового отдела Главпромстроя (Главного управления лагерей промышленного строительства) Министерства внутренних дел СССР. Вновь в армии с марта 1952 года. В 1953—1955 годах — начальник отделения планирования и учёта капитального строительства планового отдела Главпромстроя Министерства среднего машиностроения СССР.
С 1955 года — начальник планового отдела и заместитель начальника организационно-инструкторского отдела Главного строительного управления, а в 1960—1963 годах — заместитель начальника и начальник отдела трудового использования Центрального управления военно-строительных частей Министерства среднего машиностроения СССР.
В 1963—1969 годах — начальник планового отдела 2-го Главного управления Министерства среднего машиностроения СССР. С апреля 1969 года полковник А. А. Алексеев — в запасе.
Продолжал работать начальником отдела в Министерстве среднего машиностроения СССР.
Жил в Москве. Умер 22 сентября 1989 года. Похоронен на Ваганьковском кладбище (27 уч.).

## Награды и звания
Советские государственные награды и звания:
- Герой Советского Союза (24 марта 1945, медаль «Золотая Звезда» № 5384)[3];
- орден Ленина (24 марта 1945);
- орден Красного Знамени (15 августа 1944)[5];
- орден Отечественной войны I степени (11 марта 1985);
- орден Трудового Красного Знамени (10 марта 1981);
- медали, в том числе:
  - медаль «За боевые заслуги» (30 декабря 1956).
  - медаль «За трудовую доблесть» (11 сентября 1956).